# Press to Play
《Press to Play》(프레스 투 플레이)는 영국의 음악가 폴 매카트니의 여섯 번째 음반이다. 1986년 8월에 발매했다. 《Pipes of Peace》 이후로 모든 곡이 새로 쓰인 매카트니의 첫 음반이다. 또한 EMI를 통해, 컬럼비아 레코드와의 제휴로 미국과 캐나다에 국제적으로 발매되는 그의 첫 솔로 음반이다. 악평을 들은 1984년 뮤지컬 영화 《Give My Regards to Broad Street》 이후, 매카트니는 프로듀서 휴 패덤에게 음반에 동시대의 소리를 담아주길 요청한다.
《Press to Play》 발매 이후, 음반은 엇갈린 평가를 받았고, 판매량은 매카트니의 정규 음반 중에서 가장 낮은 수치를 기록했다. 미국에서 20위까지 오르는데는 실패했으나, 영국 음반 차트에는 8위까지 올랐다. 그리고 1986년 9월 BPI의 골드를 획득했다. 《Press to Play》에서는 다음의 네 싱글이 나왔다. 〈Press〉, 〈Pretty Little Head〉, 〈Stranglehold〉 그리고 〈Only Love Remains〉. 〈Press〉는 소소한 히트를 쳤고, 미국에서 21위까지 올랐다. 〈Press〉의  뮤직비디오에는 매카트니가 런던의 피카딜리서커스역을 걸어다니며, 기차를 타고 승객들에게 말을 거는 장면을 그리고 있다.